# مقاطعات أيرلندا

## خريطة المقاطعات التقليدية
هذا التقسيم لا يتطابق تماما مع المستخدم سياسيا.
| مقاطعات أيرلندا. | جمهورية أيرلندا 1. دبلن 2. ويكلاو 3. وكسفورد 4. كارلو 5. كيلدير 6. ميث 7. لاوث 8. موناغان 9. كافان 10. لونجفورد 11. وستميث 12. أوفالي 13. لاويس 14. كيكني 15. وترفورد 16. كورك 17. كري 18. لمريك 19. تيبيراري 20. كلير 21. جلوي 22. مايو 23. روسكومون 24. سليجو 25. ليتريم 26. دونيجال | أيرلندا الشمالية 1. فيرماناغ 2. تيرون 3. لندنديري 4. أنترم 5. داون 6. أرما |

## روابط إضافية
- Central Statistics Office - 2002 census results
- Family history links to traditional counties of Ireland

Flags
- Flags of Ireland - includes county flags
- Flags of the World - Ireland - includes more flags

Baronies, Civil Parishes and Townlands
- The Baronies of Ireland -Clans and Baronies
- Connacht Baronies -Map
- Leinster Baronies -Map
- Munster Baronies -Map
- Ulster Baronies -Map
- IreAtlas Townland Search نسخة محفوظة 3 أكتوبر 2009 على موقع واي باك مشين.

Representatives of local government
- Association of Municipal Authorities of Ireland
- General Council of County Councils نسخة محفوظة 21 يوليو 2011 على موقع واي باك مشين.
- Local Authority Members Association